# Logan County, Colorado
Logan County är ett administrativt område i delstaten Colorado, USA, med 22 709 invånare. Den administrativa huvudorten (county seat) är Sterling. 

## Geografi
Enligt United States Census Bureau så har countyt en total area på 4 778 km². 4 762 km² av den arean är land och 16 km² är vatten. 

### Angränsande countyn
- Cheyenne County, Nebraska - nord
- Phillips County, Colorado - öst
- Sedgwick County, Colorado - öst
- Yuma County, Colorado - sydöst
- Washington County, Colorado - syd
- Morgan County, Colorado - sydväst
- Weld County, Colorado - väst
- Kimball County, Nebraska - nordväst